# إسمعيل أباد شور قلعة بالا
إسمعيل‌ أباد شور قلعة بالا هي قرية في مقاطعة ساوجبلاغ، إيران. عدد سكان هذه القرية هو 63 في سنة 2006.